# Endromis subpyrinaea
Endromis subpyrinaea is een vlinder uit de familie van de gevlamde vlinders (Endromidae). De wetenschappelijke naam van de soort is voor het eerst geldig gepubliceerd in 1974 door Bustillo.